# Dendrophryniscus
Dendrophryniscus é um gênero de anfíbios da família Bufonidae. Endêmica nas florestas atlânticas do Brasil e na bacia amazônica da Colômbia, Peru, Equador e Guianas. Seu habitat natural são as florestas tropicais e subtropicais das terras baixas.
As seguintes espécies são reconhecidas:
- Dendrophryniscus berthalutzae Izecksohn, 1994
- Dendrophryniscus brevipollicatus Jiménez de la Espada, 1870
- Dendrophryniscus carvalhoi Izecksohn, 1994
- Dendrophryniscus cuca Neves, Lima, Koroiva, Nali & Santana 2023
- Dendrophryniscus davori Cruz, Caramaschi, Fusinatto & Brasileiro, 2019
- Dendrophryniscus haddadi Cruz, Caramaschi, Fusinatto & Brasileiro, 2019
- Dendrophryniscus imitator (Miranda-Ribeiro, 1920)
- Dendrophryniscus izecksohni Cruz, Caramaschi, Fusinatto & Brasileiro, 2019
- Dendrophryniscus jureia Cruz, Caramaschi, Fusinatto & Brasileiro, 2019
- Dendrophryniscus krausae Cruz and Fusinatto, 2008
- Dendrophryniscus lauroi (Miranda-Ribeiro, 1926)
- Dendrophryniscus leucomystax Izecksohn, 1968
- Dendrophryniscus oreites Recoder, Teixeira, Cassimiro, Camacho & Rodrigues, 2010
- Dendrophryniscus organensis Carvalho-e-Silva, Mongin, Izecksohn & Carvalho-e-Silva, 2010
- Dendrophryniscus proboscideus (Boulenger, 1882)
- Dendrophryniscus skuki (Caramaschi, 2012)
- Dendrophryniscus stawiarskyi Izecksohn, 1994